# Qayyarah West
Qayyarah West är en flygplats i Irak.   Den ligger i distriktet Mosul och provinsen Ninawa, i den norra delen av landet, 290 km norr om huvudstaden Bagdad. Qayyarah West ligger 227 meter över havet.
Terrängen runt Qayyarah West är platt. Runt Qayyarah West är det ganska tätbefolkat, med 58 invånare per kvadratkilometer. Trakten runt Qayyarah West är ofruktbar med lite eller ingen växtlighet.